# 奥六郡
奥六郡（日语：／）是指日本实行律令制后，设立于陆奥国中部（后设陆中国，位于今东北地方太平洋一侧）的六个郡，即胆泽郡、江刺郡、和贺郡、紫波郡、稗贯郡和岩手郡的总称。奧六郡的範圍相当于今岩手县奥州市至盛冈市一带的地区。